# Banco Comercial
El Banco Comercial fue un edificio de oficinas multiusos ubicado en el centro histórico de Lima, Perú. Albergó el Banco Comercial del Perú, del cual tomó su nombre, y posteriormente el Banco de la Nación. El edificio fue diseñado por el arquitecto peruano Enrique Seoane Ros, y construido por Flores & Costa, SA.Fue destruido por un incendio durante la Marcha de los Cuatro Suyos, provocado por una bomba supuestamente colocada bajo las órdenes de Vladimiro Montesinos, entonces director del Servicio de Inteligencia Nacional, con el fin de desacreditar las protestas contra Alberto Fujimori, presidente del Perú.
El edificio posteriormente fue sustituido por la Plaza de la Democracia, inaugurada el 27 de julio de 2006 por Alejandro Toledo. El banco se trasladó a San Isidro antes de la inauguración de su nueva sede en 2015.

## Historia
El edificio ocupaba una superficie de 3.114,78 m 2. Contaba con un sótano destinado a estacionamiento, custodia y una base de cuatro plantas destinada a ser utilizada como oficinas. El edificio fue coronado por una torre de 10 pisos adicionales, ocupando una superficie total de 22 000 m² y con un coste aproximado de 60 millones de dólares. La fachada inferior del edificio presentaba rodapiés de mármol, revestimientos de paredes en cerámica nacional vidriada y puertas y ventanas de aluminio anodizado en color natural. Las ventanas del primer piso fueron reforzadas y el resto fueron tintadas. La fachada inferior también presentaba el nombre de su ocupante, el Banco Comercial del Perú, hasta que fue cambiado por el logotipo del Banco de la Nación, un círculo con las siglas del banco (BN) en su interior.
El edificio contaba con siete ascensores Schindler destinados al uso público, además de un montacargas para mercancías. La mayoría de los materiales utilizados en la construcción fueron elegidos específicamente para ser de Perú, en lugar de ser importados de otros países. En el sótano del edificio se encontraba la bóveda del banco, que tenía un acabado de madera y estaba diseñada para ser fácilmente resguardada. También era la ubicación de una sección de descuentos a la que podía acceder cualquier persona. El primer piso del edificio estaba hecho de mármol gris.
El muro del primer piso que daba a la avenida Colmena estaba decorado con un mural de Machu Picchu de 4 × 15 metros reproducido en lienzo. Los muebles estaban hechos de caoba o aluminio y nogal. En otra pared se exhibía una colección de huchas de diferentes países. El tercer piso del edificio tenía oficinas y una escalera con escalones suspendidos de hormigón recubierto de alfombra. La torre de oficinas del edificio fue diseñada para funcionar independientemente del edificio del banco y ser alquilada a inquilinos privados.

## Destrucción

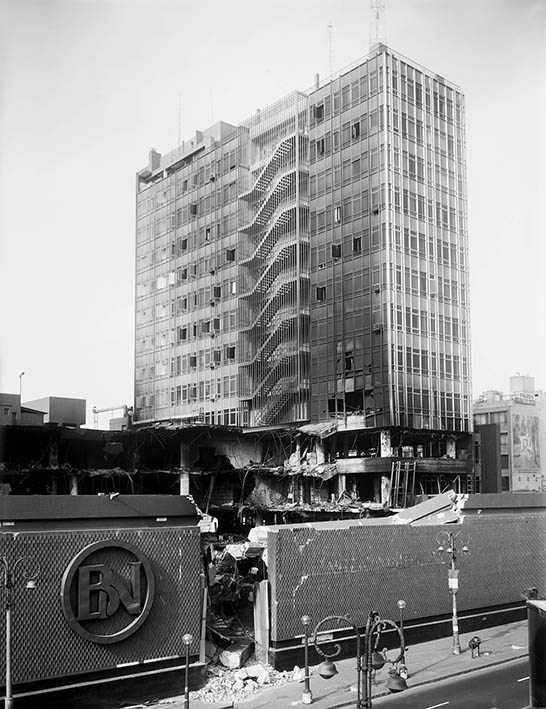
El edificio después del incendio.

El 28 de julio de 2000, en medio de las protestas que rodearon el edificio y el centro de Lima conocidas como la Marcha de los Cuatro Suyos, se inició un incendio al interior del edificio. A pesar de las afirmaciones contrarias del ministro del Interior, Walter Chacón, el incendio fue provocado por una explosión en el tercer piso del edificio que provocó que se comprometiera la integridad estructural de los pisos inferiores del edificio, provocando su derrumbe y agravando la situación. Como resultado, 6 guardias de seguridad murieron en el incendio.
La explosión habría sido causada por agentes encubiertos que actuaban bajo órdenes de Vladimiro Montesinos. La intención era pintar las protestas bajo una luz negativa y vincularlas con los grupos terroristas Sendero Luminoso y el MRTA. El incendio había sido precedido por un ataque a un policía y su auto, que fue incendiado, y disturbios provocados por matones pagados organizados por Carlos Regalado, quien había sido pagado por Montesinos, para actuar como parte de la multitud contra la aplicación de la ley. El edificio del JNE, situado enfrente, también fue incendiado. Por su papel en el atentado y la muerte de los seis guardias de seguridad, Montesinos fue llevado a juicio y condenado en 2009 a 10 años de prisión. Una vez destruido y comprometida su integridad estructural, el edificio fue condenado y demolido en 2005, rellenándose el sótano con escombros del edificio. Los planes para reemplazar el edificio por una plaza se decidieron desde el principio, siendo el nombre de la plaza originalmente siendo la Plaza de la Nación, y su diseño original varía significativamente de su resultado final, ya que originalmente estaba previsto que presentara una fuente en el centro y murales relacionados con el evento.